# Poloostrov Muravjova-Amurského
Poloostrov Muravjova-Amurského (rusky Полуостров Муравьёва-Амурского) je poloostrov v zálivu Petra Velikého v Japonském moři. Na jeho cípu se nachází město Vladivostok. Je pojmenován po N. N. Muravjovu-Amurském, carském generálním gubernátorovi východní Sibiře.
Poloostrov omývají na západě vody Amurského zálivu a na východě vody Ussurijského zálivu. Průliv Východní Bospor odděluje poloostrov od Ruského ostrova u Vladivostoku.